# Caribdis
Caribdis (en grec antic Χάρυϐδις Khárubdis, "xuclador", llatí Charibdis) va ser una nimfa, filla de Posidó i Gea, i durant la seva vida humana havia mostrat sempre una gran voracitat. Es diu que quan Hèracles va passar per aquell indret, amb els ramats de Gerió, Caribdis li va robar els animals i se'ls va menjar. Zeus va castigar-la i amb un llamp l'envià al mar on es va transformar en monstre. Tres vegades al dia Caribdis absorbia una gran quantitat d'aigua de mar, empassant-se tot el que flotava, fins i tot les naus que hi havia per aquells indrets, i després escopia l'aigua beguda. Vivia prop d'Escil·la, un altre monstre marí, a l'estret de Sicília o de Messina.
L'Odissea explica que quan Odisseu va creuar l'estret de Messina va aconseguir esquivar el monstre la primera vegada. Però després del naufragi provocat per Hèlios quan van matar el seu ramat, Odisseu va ser arrossegat sobre el pal de la seva nau destruïda una altra vegada per l'estret. Però va ser capaç d'agafar-se a una figuera que hi havia a l'entrada de la cova de Caribdis, i quan va tornar a sortir el pal vomitat per Caribdis, Odisseu s'hi va agafar i va continuar el viatge.
Els dos costats de l'estret estaven a l'abast d'una fletxa, tan propers que els mariners que intentaven evitar a Caribdis passaven massa prop d'Escil·la i viceversa. L'expressió «entre Escil·la i Caribdis» ha arribat a significar estar entre dos perills de manera que allunyar-se d'un fa que caigui en l'altre.
Tradicionalment, la ubicació de Caribdis a l'estret de Messina fa que se l'associï amb el remolí que formen els corrents que es troben a la zona, però rares vegades és perillós. Investigacions recents han reexaminat la ubicació i suggereixen que aquesta associació és errònia, i que un origen més probable de la història podria trobar-se prop del cap Skila, al nord-oest de Grècia.